# مرصد بوشتشينو الفلكي الراديوي
مرصد بوشتشينو الفلكي الراديوي هو مرصد فلكي راديوي روسي (سوفييتي سابق)، تم تطويره من قبل معهد ليبيديف الفيزيائي (LPI) والأكاديمية الروسية للعلوم في غضون عشرين عاما. تأسس في 11 أبريل 1956، ويحتل حاليا مساحة 70000 متر مربع.

## علم الفلك الراديوي في روسيا
تاريخيا، كانت وحدة علوم الفلك الراديوي الروسي (السوفييتي سابقاً)، على علاقة وثيقة بالمعهد الفيزيائي (بي إن ليبيديف) التابع للأكاديمية الروسية للعلوم. وكان لدى المعهد محطات دائمة، وقام ببعثات إلى مواقع ميدانية في منطقة القرم. وقد صممت هذه المرافق والبعثات لغرض الأبحاث في علم الفلك الراديوي ابتداء من أواخر الأربعينات.
بعد عقد من الزمن، تم تغيير مكان مركز أبحاث علم الفلك الراديوي إلى المنطقة الجنوبية من موسكو (حوالي 75 ميلاً جنوب موسكو)، في بوشتشينو (التي يطلق عليها بشكل غير رسمي اسم «بوشتشينو أون أوكا»). وتم بذلك إحداث مرصد جديد كان قد تم تطويره أصلا لعلم الفلك الراديوي في غضون عشرين عاما كجزء من مركز إسترو الفضائي إل بي أي. أصبح مرصد بوشتشينو واحدا من أكبر مراصد علم الفلك الراديوي في روسيا في العالم (سنة 2001). تأسس في 11 أبريل 1956، تحت إشراف أكاديمية العلوم في الاتحاد السوفياتي.

### تاريخ المعدات المستخدمة
يمتلك مرصد بوشتشينو لعلم الفلك الراديوي أربعة تلسكوبات راديوية ملحوظة (أر تي22)، لكل منها مرايا على ارتفاع 22 مترا. شيدت في عام 1959، وهي قابلة تماما لتوجيه بالكامل، وهي مصممة لتشغيل في نطاق ملليمتر وسنتيمتر من الطول الموجي. ويضاف إلى المعدات (دي كاي ار 1000)، وهو جهاز تلسكوب راديوي واسع النطاق يعمل على الشبكة في بدأ العمل به في عام 1964 ويعمل في نطاق الطول الموجي المتري. هذا الجهاز لديه أذرعة بطول 40 * 1000 متر. في عام 1973، تم إضافة تلسكوب آخر إلى هذه المجموعة. التسمية هي «مصفوفة طورية طويلة المدى» مع نظام «بي اس أي/ال بي أي»، الذي يعمل في نطاق الطول الموجي المتري. يعد «دي كاي ار 1000» و«بي اس أي/ال بي أي» من أكبر المقاريب الراديوية في العالم، والتب تعمل في النطاق المتري

## أقسام البحث
يعمل في المرصد 45 باحثا إلى جانب 60 مهندسا وتقنيا لإنجاز مهام الموظفين في عدة إدارات رئيسية وفي عدة مختبرات تابعة للمرصد. ويضاف هؤلاء إلى 80 شخصا آخرا يؤدون الواجبات الإدارية وورش العمل والمرآب وموظفون من الحراس. وتهدف الإدارات والمختبرات إلى التركيز على الجوانب العلمية والتقنية لعلوم المراصد.
الأقسام هي كما يلي: الفيزياء الفلكية للبلازما، علم الفلك الراديوي خارج المجرة، فيزياء النجوم، التحليل الطيفي الراديوي الفضائي، وقياس الفلك النجمي. المختبرات هي كما يلي: معدات علم الفلك الراديوي، وأبحاث علم الفلك الراديوي الأوتوماتيكي، وهندسة الحاسبات وتكنولوجيا المعلومات، والتلسكوبات الراديوية لنطاق الطول الموجي للمتر.

## المجالات الرئيسية للبحث
- علم الفلك الراديوي للفيزياء الفلكية
- فيزياء الغيوم الجزيئية
- ميزرات فضائية
- ذرات عملاقة في الفضاء
- عمليات تكوين النجوم (البحث والتحقيق)
- الظروف الفيزيائية في الوسط النجمي المنتشر
- بقايا المستعر الأعظم والوسط النجمي
- البث الراديوي للمجرات الراديوية والكوازارات
- تحقيقات البلازما بين الكواكب والرياح الشمسية
- كيف يتم دراسة انتشار الاضطرابات في البلازما بين الكواكب
- بناء نظائر نصف الكرة الشمالي
- قائمة مصادر الراديو
- يتم دراسة نوى المجرة النشطة
- قياس التداخل الأساسي الكبير جدا
- فيزياء النجوم النابضة وهي نجوم نيوترونية
- تتم دراسة البث الراديوي للنجوم النابضة في سياق البنية المجهرية للنبض والآلية المتضمنة.
- إنشاء مقياس زمني للنجوم النابضة عن طريق توقيت النجوم النابضة.[4][5]

## انجازات بارزة
- تتدفق طاقة الموجات الفوقية عند 10 أشعة شمسية، إثبات وجود كوكب قريب من سطح البحر،
- قائمة الأطياف 336 نبضة، واكتشاف نبضة لاسلكية 102 ميغاهرتز أثناء مراقبة مصدر الأشعة السينية جيمينغا،
- هناك نبض لاسلكي آخر اكتشف كمصدر للـ "SGR 1900 + 14" (اس جي ار 1900+14")
- إجراء دراسة استقصائية ناجحة لمصادر الراديو المدمجة.

## روابط خارجية
- مجموعة صور روسية إنجليزية مع بعض الأوصاف
- صفحة الفيزياء Upsekhi للمقال